# Paul Budnitz
Paul Budnitz (nacido el 14 de septiembre de 1967) es un emprendedor estadounidense. Es el fundador de Kidrobot, y la red social Ello. También posee Budnitz Bicicletas en Burlington, Vermont.

## Biografía

### Educación y primeros años
Paul Budnitz creció  en Berkeley, California. Su padre era un físico nuclear, y su madre era una trabajadora social . Se graduó del Instituto de Berkeley y finalmente transferido a Yale Universidad en Connecticut.

### Carrera
Budnitz es también un director de película, y en 1996 dirijió la película 93 millones de Millas del Sol. En 2001, dirijió Ultravioleta, un cortometraje de 13 minutos.
Budnitz es el fundador de Kidrobot, Ello, Budnitz Bicicletas, y Superplastic.

## Vida personal
Budnitz ha vivido en Boulder, Colorado; Nueva York; Montana; y Shelburne, Vermont. Está casado con Sabine "Sa Budnitz" y pasa su tiempo entre Vermont y la ciudad de Nueva York.